# Когнитивное искажение
Когнити́вное искаже́ние — понятие когнитивной науки, означающее систематические отклонения в поведении, восприятии и мышлении, обусловленные субъективными убеждениями (предубеждениями) и стереотипами, социальными, моральными и эмоциональными причинами, сбоями в обработке и анализе информации, а также физическими ограничениями и особенностями строения человеческого мозга.
Когнитивные искажения возникают на основе дисфункциональных убеждений, внедрённых в когнитивные схемы, и легко обнаруживаются при анализе автоматических мыслей. Люди склонны создавать свою собственную «субъективную социальную реальность», зависимую от их восприятия, и эта субъективная реальность может определять их поведение в социуме. Таким образом, когнитивные искажения могут приводить к аберрации восприятия, неточности суждений, нелогичным интерпретациям или к иррациональности в поведении в широком смысле слова.
Некоторые когнитивные искажения могут способствовать более эффективным действиям личности в конкретных условиях. Кроме того, некоторые когнитивные искажения позволяют быстрее принимать решения в ситуациях, когда скорость принятия решения важнее его точности. Другие когнитивные искажения являются прямым следствием ограниченных возможностей обработки человеком информации либо отсутствия соответствующих психических механизмов (ограниченная рациональность).
Исследования когнитивных искажений имеют большое значение для когнитивной науки, социальной психологии и поведенческой экономики, поскольку позволяют «выделить» психологические процессы, лежащие в основе процессов восприятия и принятия решений. Канеман и Тверски (1996) также утверждают, что изучение когнитивных искажений имеет большое практическое значение, в частности, в медицинской сфере.
Когнитивные искажения могут возникать из-за разных причин, в частности:
- «сбоев» в обработке информации (эвристика)[14];
- «ментального шума»;
- ограниченных возможностей мозга по обработке информации[15];
- эмоциональных и моральных причин[16];
- социального влияния[17].

## История изучения
Понятие когнитивного искажения было введено Амосом Тверски и Даниэлем Канеманом в 1972 году на основе их исследований числовой грамотности людей. Тверски, Канеман и их коллеги продемонстрировали несколько воспроизводимых паттернов поведения, в которых принятие решений людьми отличалось от теории рационального выбора. Тверски и Канеман объяснили эти расхождения в суждениях и принятии решений в категориях эвристики. Эвристика проста в процедурах вычисления, но иногда приводит к «серьёзным и систематическим ошибкам» (Тверски и Канеман, 1974, с. 1125). Например, репрезентативность эвристических решений определяется как склонность к оценке частоты или вероятности события, если оно напоминает типичный случай (Baumeister & Bushman, 2010, с. 141).
Но проведённые эксперименты выявили так называемую «проблему Линды», которая иллюстрирует нерепрезентативность эвристических методов (Тверски и Канеман, 1983). «Проблема Линды» сводится к следующему. Участникам эксперимента дали описание женщины по имени Линда, упоминавшее, что Линда может быть феминисткой, поскольку интересуется вопросами дискриминации и социальной справедливости (см. Тверски и Канеман, 1983). После этого участников опросили, кем скорее они считают Линду — а) кассиром банка или б) кассиром банка и активисткой феминистского движения? Опрошенные чаще давали ответ б). Тверски и Канеман (1983) называют сделанный участниками эксперимента выбор «навязанным заблуждением». О влиянии стереотипов в принятии решений упоминают также Хезелтон и другие исследователи.
С другой стороны, критики работ Канемана и Тверски, в частности немецкий психолог Герд Гигеренцер, утверждают, что не следует считать человеческое мышление насквозь пронизанным иррациональными когнитивными искажениями, скорее следует рассматривать рациональность мышления как адаптивный инструмент, который не всегда подчиняется правилам формальной логики или теории вероятностей. Тем не менее эксперименты, подобные тем, которые выявили «проблему Линды», выросли в исследовательские программы, которые вышли далеко за пределы академической психологии в другие дисциплины, включая медицину и политологию.

## Типология когнитивных искажений
Существуют различные подходы к классификации когнитивных искажений. Существуют как когнитивные искажения, характерные для социальных групп (как, например, психологический феномен поляризации групп), так и проявляющиеся на индивидуальном уровне.
Некоторые когнитивные искажения влияют на принятие решений там, где важное значение имеет желательность вариантов решения (например, заблуждение о невозвратных издержках). Другие, такие как иллюзорная корреляция, влияют на решение о характере причинно-следственных связей. Особый класс когнитивных искажений связан со свойствами памяти, включая такие искажения, как кажущееся постоянство (неправильное воспоминание чьих-либо прошлых позиций и поведения как напоминающих теперешние позиции и поведение).
Некоторые когнитивные искажения отражают мотивацию субъекта, например стремление к положительной самооценке, ведущей к эгоцентрическому искажению, с целью избежания неприятного когнитивного диссонанса. Есть группа когнитивных искажений, связанных с особенностями мозга воспринимать, вспоминать и делать выводы. Эти искажения в англоязычной литературе обозначаются термином «hot cognition» (буквально — «горячее познание», в противоположность «холодному познанию», «cold cognition»).
Поскольку некоторые когнитивные искажения отражают человеческую мотивацию, в частности стремление человека формировать положительное отношение к себе, это объясняет природу многих шаблонов и стереотипов массового сознания (например, иллюзия асимметричной проницательности, эгоистическая погрешность, искажение самовозвеличения). Имеются искажения, связанные с поведением в группах: искажение в пользу своей группы, искажение в оценке гомогенности членов другой группы.
Некоторые когнитивные искажения связаны с особенностями реагирования на определённые стимулы. Экспериментально было показано, что люди, склонные к злоупотреблению алкоголем или употреблению наркотиков, сильнее реагируют на раздражители, связанные с алкоголем или наркотиками. Наиболее распространёнными тестами для измерения этих искажений являются тесты Струпа и тест с  пятнами.
| Название                                | Описание |
| --------------------------------------- | --- |
| Фундаментальная ошибка атрибуции        | Также известно как «искажение переноса» (англ. correspondence bias) (Baumeister & Bushman, 2010). Склонность людей объяснять поведение других людей их личностными качествами, недооценивая ситуационные факторы, и в то же время переоценивать роль и силу ситуационных влияний на собственное поведение, недооценивая личностный аспект. Работа Джонса и Харриса (1967) является классическим исследованием этого феномена. |
| Склонность к подтверждению              | Склонность людей искать или интерпретировать информацию таким образом, чтобы подтверждать свои предубеждения, а также дискредитировать информацию, которая не поддерживает их взгляды. |
| Отклонение в сторону позитивного исхода | Тенденция переоценивать при предсказании вероятность хороших событий. Также может проявляться при оценке неоднозначной информации в сторону полезности. |
| Предвзятость подтверждения              | Тенденция оценки логической силы аргумента в зависимости от веры в истинность или ложность заключения. |
| Фрейминг                                | Использование слишком узкого подхода в описании ситуации или вопроса. |
| Ретроспективное искажение               | Известно также как «эффект я-всё-это-знал». Фильтрация памяти о прошлых событиях сквозь нынешнее знание. При этом события выглядят более предсказуемыми, чем они были в действительности. |

Психологи полагают, что по крайней мере восемь на первый взгляд не связанных между собой когнитивных искажений могут быть порождены одним и тем же механизмом порождения информации. В статье, опубликованной в 2012 году в Psychological Bulletin, показано, что отклонения в памяти на основе информационных процессов, которые преобразуют объективные факты (наблюдения) в субъективные оценки (решения), могут порождать регрессивный консерватизм, байесовский консерватизм, иллюзию корреляции, иллюзорное превосходство, эффект «хуже, чем в среднем», эффект субаддитивности, завышенные ожидания, сверхуверенность и эффект тяжело-легко.

## Практическое значение
Многие социальные институты современного мира в своей деятельности руководствуются посылом, что люди принимают рациональные решения.
В частности, инвестиционные компании в значительной степени предполагают, что все инвесторы действуют рационально. На практике же инвесторы действуют, опираясь на всевозможные когнитивные искажения (предубеждения, стереотипы эвристики, эмоциональные эффекты и т. д.).
Функционирование судов присяжных предполагает, что присяжные будут рассматривать дело непредвзято и противостоять заблуждениям и эмоциональным порывам. Проведённые психологические эксперименты показывают, что на самом деле это не так.
Когнитивные искажения проявляются в сохранении в общественном сознании суеверий, и они препятствуют распространению научной картины мира, отличающейся от стереотипов массового сознания.

## Коррекция когнитивных искажений
В работах Гигеренцера (1996), Хезелтона и др. (2005) утверждается, что содержание и направление когнитивных искажений можно контролировать. Устранение когнитивных искажений — это методики, которые имеют целью сокращение искажений, стимулируя людей использовать контролируемые процедуры, сопоставимые с автоматизированными (Баумейстер & Бушман, 2010, р. 155). В экспериментах по снижению фундаментальной ошибки атрибуции, когда использовались денежные стимулы и участники были предупреждены, что они будут нести ответственность за свои атрибуции, было отмечено повышение точности атрибуции.
Понятие коррекции когнитивных искажений включает процедуры модификации когнитивных искажений у здоровых людей, а также относится к сфере психологических (немедикаментозных) терапий для снижения тревоги, депрессии и различных зависимостей, в англоязычной литературе называемой Cognitive Bias Modification Therapy (CBMT), встречается также термин Applied Cognitive Processing Therapies (ACPT). CBMT является динамично развивающимся направлением психотерапии, в котором модификация когнитивных процессов используется для снижения психологического напряжения, депрессии, тревожности и различных зависимостей. Методы CBMT — это психотерапевтические методы, которые применяются с помощью компьютера как при участии психотерапевта, так и без него. Коррекция когнитивных искажений, вызывающих проблемы эмоционального, личностного, социального характера, также является целью когнитивной психотерапии. Коррекция когнитивных искажений опирается на такие концепции, как когнитивная модель тревоги, когнитивная модель внимания и другие достижения когнитивной нейронауки.